# Монастирщина (Орічівський район)
Монасти́рщина (рос. Монастырщина) — село у складі Орічівського району Кіровської області, Росія. Входить до складу Пустошинського сільського поселення.
Населення становить 207 осіб (2010, 269 у 2002).
Національний склад станом на 2002 рік — росіяни 98 %.